# ويليس كونفر
ويليس كونفر (بالإنجليزية: Willis Conover)‏ هو مقدم برامج إذاعية أمريكي، ولد في 18 أكتوبر 1920 في بوفالو في الولايات المتحدة، وتوفي في 17 مايو 1996 في الإسكندرية في الولايات المتحدة بسبب سرطان الرئة.

## وصلات خارجية
- ويليس كونفر على موقع الموسوعة البريطانية (الإنجليزية)
- ويليس كونفر على موقع ميوزك برينز (الإنجليزية)
- ويليس كونفر على موقع ديسكوغز (الإنجليزية)